# Красильщиков, Пётр Петрович
Пётр Петрович Краси́льщиков (3 [16] октября 1903, Родники, Костромская губерния — 8 марта 1965, Жуковский, Московская область) — советский учёный в области аэродинамики. Лауреат Ленинской премии и двух Сталинских премий второй степени.

## Биография
Родился 3 (16) октября 1903 года в селе Родники (ныне город, Ивановская область). Младший сын в семье Петра Красильщикова из династии промышленников и меценатов Красильщиковых, русских миллионеров, основателей и владельцев ткацкой фабрики. При рождении получил звание Потомственного почётного гражданина Российской империи, присвоенное за заслуги перед российской промышленностью пяти поколений его предков Красильщиковых.
Жил в доме 21/18 по улице Малая Дмитровка в Москве, до революции принадлежавшем его матери.
С организацией Всевобуча был принят в воинскую часть РККА инструктором гимнастики, получал воинский паёк и смог подать документы для поступления в вуз.
Отслужив два года, в 1922 году 19-летний Пётр Красильщиков поступил на математическое отделение физико-математического факультета МГУ. Успехи авиации и зарождающейся отечественной авиационной промышленности предопределили его будущее.
В 1925 году он направляется на лётную практику в мастерские «Добролёта», где под руководством инженера Н. И. Камова (будущего конструктора вертолётов) участвует в ремонте самолётов Ю-13. В 1926 году вместе с товарищами по учёбе Фёдором Глассом, Д. В. Халезовым и Александром Никитюком был зачислен на работу в ЭАО ЦАГИ, в то время занимавшему всего три комнаты в МВТУ. По совету С. А. Чаплыгина он провёл свою первую экспериментальную работу «Испытания вращающегося диска», которая была опубликована в 1928 году в журнале «Техника воздушного флота». В декабре 1927 года Пётр Петрович переведён на должность инженера.
После защиты дипломной работы «Влияние шайб на аэродинамические характеристики крыла» Пётр Петрович зачисляется в 1930 году на должность старшего инженера. С того же времени работу в ЦАГИ он совмещает с преподаванием в Военно-воздушной академии. Начав с семинарских занятий в группе будущих работников авиационной промышленности (А. С. Яковлев, А. И. Микоян, В. А. Окулов и др.), позже он становится профессором академии, а затем МАИ и МФТИ.

## Научная деятельность
На рубеже 1920—1930-х годов перед авиацией стояла задача повышения максимальной скорости полёта самолётов, для чего повышалась удельная нагрузка на крыло. Но это приводило к повышению взлётной и посадочной скоростей самолёта, что было нежелательно. Преодолеть это противоречие можно было, применив разрезное (механизированное) крыло, теорию которого разработал С. А. Чаплыгин. Необходимо было найти оптимальные размеры и конфигурацию такого крыла.
О высокой творческой активности Петра Петровича говорит то, что за период (1930—1934) он опубликовал 10 работ по аэродинамике механизированного крыла. Такие привычные теперь термины «предкрылки» и «закрылки», предложенные профессором А. Н. Журавченко, впервые появились в печатных работах Петра Петровича.
В 1931 году П. П. Красильщиков выступил с докладом на I Всесоюзной конференции по аэродинамике «Экспериментальные работы ЦАГИ по разрезным крыльям». Его работами по механизации крыла пользовались многие конструкторы и, в частности, О. К. Антонов, который в своей книге «Десять раз с начала» описал, как высокомеханизированное крыло «по Красильщикову» было установлено на немецком связном самолёте «Шторх» фирмы Физлер, который в силу своих уникальных взлётно-посадочных характеристик, взлетал с берлинской площади перед имперской канцелярией. С целью радикального повышения максимума подъёмной силы крыла Петром Петровичем был изобретён способ применения сдува и отсоса пограничного слоя с отклонённого закрылка, эффективность которого была подтверждена Я. Г. Виленским в 1941 году в лётных испытаниях на самолёте — летающей лаборатории ДБ-3.
Большой объём работ был выполнен Петром Петровичем по созданию крылового профиля с малым сопротивлением и высокими несущими свойствами. За исходный профиль был принят теоретический профиль С. А. Чаплыгина «инверсия эллипса», из которого выделена средняя линия и симметричный профиль. Симметричный профиль был сохранён, а средняя линия заменена новой, выбранной по данным собственных параметрических исследований. Так был создан профиль Р-II, нашедший применение на лёгких (ХАИ-1, Г-10, Г-20) и тяжёлых (К-7, ТБ-5) самолётах, а в более позднее время и на пассажирских самолётах Ан-2 и Ан-28. В отечественном планеризме до применения ламинарных профилей Р-II занимал вообще господствующее положение.
В 1934 году при установлении в СССР учёных степеней Петру Петровичу была присвоена степень кандидата технических наук. К известным работам того периода относятся его исследования по влиянию начальной турбулентности потока на величину максимальной подъёмной силы крыла. При этом им была разработана «Шкала турбулентности», получившая практическое применение для оценки степени турбулентности потока в аэродинамических трубах.
Большая работа была проведена совместно с А. К. Волковым, А. Н. Гржегорженским и К. А. Ушаковым по созданию «Атласа аэродинамических профилей». Впервые в аэродинамических условиях было испытано около 40 лучших отечественных и зарубежных крыловых профилей. Атлас стал основополагающим трудом для выбора в самолётных ОКБ крыльевых профилей.
В 1939 году П. П. Красильщиков доложил на НТС ЦАГИ свои соображения о построении скоростных или так называемых махоустойчивых профилей. В то время авиация была далека от полёта при околозвуковых скоростях, и работы П. П. Красильщикова по конфигурации скоростного профиля с возможно большим Мкр намного опередили работы отечественных и зарубежных исследователей. Совместно с А. К. Волковым он разработал первые скоростные профили ЦАГИ серий I-A, I-B, и один из совершенных профилей I-C, что указывает на безусловный приоритет ЦАГИ в этой области аэродинамики.
На деятельность Красильщикова в первый период заметное влияние оказал С. А. Чаплыгин — выдающийся русский учёный, пользующийся любовью и симпатией талантливой молодёжи, которая в своём кругу называла его «папа Чапа». П. П. Красильщиков был с самого начала замечен С. А. Чаплыгиным, по его совету выполнял ряд исследований, завершившихся внедрением в практику его теоретических положений. Сергей Александрович симпатизировал молодому учёному, оказывал доверие и принимал в домашней обстановке. Последний раз Пётр Петрович был в гостях у Чаплыгина в начале 1942 года, когда ЦАГИ находился в эвакуации в Новосибирске.
Ещё до войны Пётр Петрович активно участвовал в проводившихся в ЦАГИ исследованиях и критическом анализе характеристик новых боевых самолётов Германии. Как известно, это позволило получить правильное суждение о возможностях истребительной авиации потенциального противника.
В военное время деятельность П. П. Красильщикова была приближена к задачам конструкторских бюро, занимающихся созданием истребительной авиации. Он был назначен ведущим инженером ЦАГИ по ОКБ Н. Н. Поликарпова, а позднее по ОКБ А. С. Яковлева.
В 1948 году защитил докторскую диссертацию по теме «Крылья скоростных истребителей», одним из направлений которой была разработка аэродинамической компоновки крыла с хорошими характеристиками боковой устойчивости, что предотвращало режим сваливания на крыло и штопор. Достигалось это применением в компоновке крыла набора профилей с различной несущей способностью. Срыв потока на таких крыльях начинался не с концов, а со средней части, что значительно повышало безопасность полёта самолёта. Было это в авиации настолько непривычно, что узнавший об этих работах Главный конструктор С. В. Ильюшин специально приехал в ЦАГИ на испытания по изучению спектров обтекания таких крыльев в аэродинамической трубе Т-102. Модель там подвешивалась на весы в перевёрнутом положении, и для наблюдения спектров обтекания нужно было лечь на пол. Трижды Сергей Владимирович просил повторить опыты и трижды укладывался на пол. После этого такое набранное из различных профилей крыло было установлено на первом послевоенном пассажирском самолёте Ил-12.
П. П. Красильщиков поставил на научную основу проектирование аэродинамической компоновки прямых крыльев. С помощью своих молодых научных сотрудников — А. А. Никольского, К. П. Петрова, И. А. Паничкина, Т. И. Окерблом, Л. Н. Яковлевой — он внедрил расчётный метод проектирования крыльев с заданным местом возникновения срыва потока с крыла и с заданным запасом несущей способности концов крыла.
Освоение сверхзвукового полёта он видел в применении крыльев малого удлинения: ромбовидных и треугольных. Эту тему он считал важнейшей и со своими сотрудниками К. П. Петровым, Т. И. Окерблом, С. Я. Наумовым, В. В. Смирновой провёл особенно большой объём исследований. Как известно, ромбовидные крылья нашли применение на зенитных ракетах, а треугольные крылья — на сверхзвуковых самолётах.
Последними его работами были исследования крыльев изменяемой в полёте стреловидности. Им было показано, что соответствующим подбором положения оси вращения поворотных консолей можно создать крыло изменяемой геометрии, моментные характеристики которого мало меняются при изменении угла стреловидности отклоняемой консоли. Эти работы были воплощены в практику при создании самолёта с изменяемой геометрией Су-17.
Пётр Петрович подготовил доклад о результатах первых систематических исследований крыльев изменяемой геометрии, но из-за тяжёлой болезни не смог сам выступить, и доклад был зачитан В. Г. Микеладзе на конференции по аэродинамике от его имени.

### Отзывы знаменитых коллег
«Он умело ставил и решал наиболее важные проблемы на каждом этапе развития авиации. Основным его методом решения аэродинамических задач было проникновение в физическую сущность рассматриваемых явлений, постановка глубоко продуманных экспериментов. Он всегда чётко представлял себе, что нужно делать сегодня, чем заниматься завтра и какие исследования потребуются в будущем. Решая актуальные проблемы авиационной науки, пополняя её новыми результатами, Пётр Петрович всегда воплощал их в конкретные рекомендации для конструкторских бюро. Он постоянно поддерживал связь с сотрудниками ОКБ, представителями авиапромышленности и лётчиками-испытателями».— А. А. Дородницын
.
Академик С. А. Христианович отмечал глубокое понимание П. П. Красильщиковым аэродинамической компоновки самолёта. Уже на стадии её проектирования от отчётливо представлял, как те или иные изменения будут сказываться на особенностях полёта будущего самолёта.
Лётчик-испытатель С. Н. Анохин рассказывал, что при разборе и анализе испытательных полётов новой техники он всегда побаивался вопросов Петра Петровича. Их сложность объяснялась ещё и тем, что сам П. П. Красильщиков обучался полётам в ЛИИ на самолёте У-2 в 1940 году в группе лётчика-испытателя Д. С. Зосима вместе с М. В. Келдышем, А. К. Мартыновым и В. П. Ветчинкиным.

### Научные интересы
Основные труды в области аэродинамики крыльев. Разработал ряд крыловых профилей (в конце 1920-х годов профили P-II для учебных самолётов малых скоростей и планёров, применяющиеся до сих пор; профили 1-А, 1-Б — для первых советских реактивных истребителей С. А. Лавочкина, А. И. Микояна, П. О. Сухого, А. С. Яковлева), а также механизацию крыла с управлением пограничным слоем путём его отсоса и сдува с отклонённого закрылка. Последними его работами стали исследования крыла изменяемой в полёте стреловидности, которые были воплощены в практику при создании самолёта Су-17.
Преподавал в ряде вузов Москвы: ВВИА, МАИ, МФТИ, в аспирантуре ЦАГИ. Профессор, доктор технических наук (1948)
Жил в посёлке Стаханово (с 1947 года — город Жуковский), улица Чкалова, д. 17, кв. 10.
Умер 8 марта 1965 года. Похоронен на Быковском мемориальном кладбище в Жуковский (Московская область).

## Личная жизнь
- первая жена — Елена Кузнецова, сын Всеволод Красильщиков (1924)
- вторая жена — Маргарита Ворожебская, сыновья Александр Красильщиков (1929), Михаил Красильщиков (1940), Сергей Красильщиков (1946).

## Награды и премии
- заслуженный деятель науки и техники РСФСР (1964)
- Сталинская премия второй степени (1946) — за создание новых крыловых профилей для скоростных самолётов
- Сталинская премия второй степени (1947) — за разработку проектов новых крыльев для скоростных самолётов
- Ленинская премия (1961)
- орден Отечественной войны I степени (16.09.1945)
- два ордена Трудового Красного Знамени
- медали